# Parrot (empresa)
Parrot es el primer fabricante de dispositivos manos libres del mundo y el mayor fabricante de aeronaves no tripuladas de Europa. Su sede central está en París, cuenta en la actualidad con 450 colaboradores en todo el mundo y genera el 85% de sus ventas en el exterior.  Parrot cotiza desde 2006 en NYSE Euronext (París). 
Fue fundada en 1994 por Henri Seydoux, y aunque su orientación es amplia y en general está orientada al desarrollo y comercialización de dispositivos wireless (sin cables) para el uso doméstico, dado el gran desarrollo de la telefonía móvil en los últimos años ha desarrollado su estrategia comercial principalmente en el desarrollo de una amplia gama de kits manos libres para automóviles y motocicletas. Desarrolla también otros productos inalámbricos multimedia dedicados al mundo del sonido y la imagen. Desde el 2017, Parrot deja el mercado de dispositivos de manos libres para centrarse en el mercado de desarrollo de drones.

## Parrot AR.Drone
Como parte del programa de diversificación de sus productos lanzó en 2010 un "juguete" teledirigido denominado AR.Drone. El AR.Drone es un cuatricoptero teledirigído por wi-fi. El propio dispositivo crea una red propia a la que se conectan los dispositivos de mando. Inicialmente se han desarrollado aplicaciones para el control del AR.Drone a través de los dispositivos de Apple iPhone, iPad , android y iPod.
El AR.Drone tenía una memoria interna de 1GB.

## Parrot AR.Drone 2.0

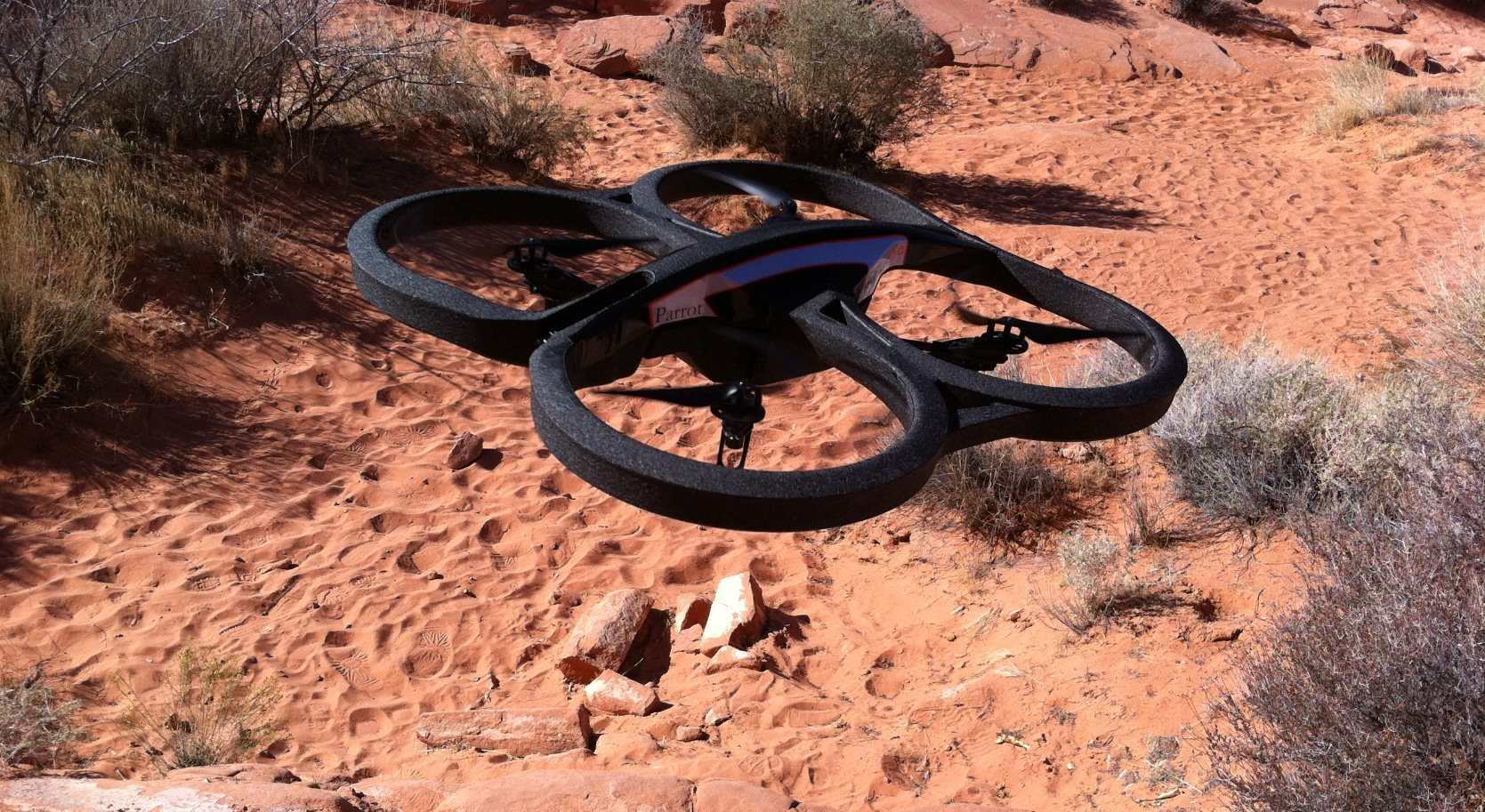
Parrot AR.Drone 2.0 take-off, Nevada (CES 2012)

Dos años después Parrot lanzó el AR.Drone 2.0 en el CES 2012, con cámara HD, 1GB de almacenamiento, GPS con grabación de datos de vuelo + almacenamiento de 4GB (no incluido). Parrot lanzó variantes de este en distintos diseños: Nieve, Jungla y Desierto. A este Parrot le nombró Parrot AR.Drone 2.0 Elite Edition. Parrot También vendía el AR.Drone 2.0 con GPS incluido, el cual fue el AR.Drone 2.0 GPS Edition. y por último el AR.Drone 2.0 Power Edition, el cual era de color mate negro, hélices de colores e íncluia 3 baterías.
El AR.Drone 2.0 tuvo una gran mejora en su diseño, teniendo sensores más sensibles, así facilitando su control. El sensor de altitud ultrasónico funcionaba junto a un sensor de presión de aire para poder así realizar un vuelo más fácil y una telemetría más exacta. Otras mejoras que traía eran un giroscopio de 3 ejes junto a un acelerometro de 3 ejes y un magnetómetro de 3 ejes.
El AR.Drone 2.0 tenía una batería de 1000mAh, la cual duraba 10 minutos de vuelo, con motores de 28500 RPM.
Un año después Parrot anunció una batería de mayor capacidad para el AR.Drone 2.0 de 1500mAh la cual lo ampliaba a 15 minutos de vuelo

## Parrot Bebop Drone
Tres años después, Parrot lanza el Parrot Bebop Drone, un drone con GPS incorporado, cámara ojo de pez de 14 megapíxeles estabilizada por software y estabilización óptica con grabación Full HD hasta 30 FPS, batería con una duración de 15 minutos de vuelo, estabilización mediante GPS, almacenamiento interno de 8GB (no ampliable), Fotos en formato RAW, redes Wi-Fi de doble banda para evitar interferencias (2.4GHz y 5GHz) y prometiendo un alcance mejorado (alrededor de los 300 metros).
Parrot también lanzó un control diseñado para el Bebop Drone llamado Parrot Skycontroller, que ampliaba la señal del drone hasta 2 km. Incluía una entrada HDMI para conectar lentes FPV lo cual también incluía vídeo y telemetría del drone en vivo. Usaba una batería del mismo drone para funcionar.

## Parrot Minidrones
Parrot después lanzó al mercado drones de juguete llamados Parrot Minidrones, diseñados para el público infantil, que eran controlables mediante dispositivos móviles mediante Wi-Fi o Bluetooth.
Uno de los minidrones de Parrot fue el Parrot Rolling Spider, un drone con una jaula de ruedas que podía volar rodando por el suelo o también las paredes controlado vía Bluetooth con una batería de 5 minutos de vuelo y altitud hasta 10 metros.
El Parrot Jumping Sumo era un drone terrestre controlado por Wi-Fi y podía saltar hasta 80cm de altura.
Parrot después lanzó una versión renovada de los minidrones, incluyendole entre uno de ellos, luces, una pistola que dispara bolitas, o incluso micrófono para hablar a través de ellos y un Jumping Sumo de mayor velocidad.

## Parrot Bebop 2
El 20 de noviembre del 2015 Parrot lanza el Parrot Bebop 2, una versión renovada del Bebop Drone, el cual tenía una batería de 25 minutos de vuelo (2700 mAh), un diseño sin protección en las hélices, motores sin escobillas de mayor velocidad con una velocidad máxima de 60KM/h, mayor estabilidad contra el viento, FPV con disponibilidad en el mismo teléfono.
Parrot después lanzó el Skycontroller Black Edition el cual venía con el mismo drone por separado. Un poco después Parrot lanzó el Parrot Skycontroller 2, una versión más compacta y portátil del Skycontroller, además de traer una batería propia recargable.
Muchos usuarios de internet en foros y otros sitios reclamaban que después de usar mucho el drone las baterías quedaban mal cargadas porque no se balanceaban, lo cual se solucionaba adquiriendo un cargador balanceador compatible.
Dos años después Parrot lanzó el Bebop 2 Power, una variante del Bebop en color negro, una batería con mayor duración, alarma sonora en caso de caída, e incluía dos baterías.
Después Parrot lanzó el Bebop 3D Pro Modeling, que traía una mochila y una licencia gratuita de (En inglés) Pix4D para poder crear mapas, y modelar estructuras en 3D.
Parrot también lanzó una variante del Bebop 2 Power llamado Bebop Pro Thermal, el cual incluía una cámara térmica FLIR, que se conectaba al drone y detectaba el calor.

## Parrot DISCO
En septiembre del 2016 Parrot lanzó el Parrot Disco, un drone de dos alas y una hélice que volaba hasta 80 km/h con un alcance de 2 km. 
El disco poseía una memoria interna de 32 GB con una cámara HD, FPV incluido y una batería de 45 minutos de duración.
Parrot después lanzó una variante de este llamado DISCO Pro AG, diseñado especialmente para agricultura.

## Parrot Bluegrass
El 2018 Parrot lanzó el Parrot Bluegrass, un drone para agricultura.

## Parrot ANAFI
El 1 de julio del 2018, Parrot lanzó el Parrot ANAFI, un drone portátil con hélices plegables, cámara 4K con estabilización mecánica, sensor Sony de 21 megapíxeles, batería inteligente de 26 minutos de autonomía, velocidad de 50 km/h, almacenamiento ampliable, alcance de hasta 4 km y protección contra salpicaduras de agua y sellado completo contra el polvo (IP65)
El Parrot ANAFI tenía la capacidad de grabar hasta 4K en formato cinematográfico hasta 24FPS, con memoria ampliable hasta 128GB.
Parrot lanzó el Parrot Skycontroller 3, con alcance de hasta 4 km, y compatibilidad de doble banda, pero solo funcionaba con el ANAFI.
En mayo del 2019, Parrot lanza el Parrot ANAFI Thermal, una variante con cámara térmica FLIR BOSOM, diseñado para bomberos y rescatistas.

## Salida del mercado de drones de uso civil
Aproximadamente el 19 de julio del 2019, Parrot anuncia el fin de la fabricación de drones para uso recreativo, debido a que en los últimos años, los ingresos de la empresa, han sido bajos y han sido mayor en drones de uso profesional, además de la gran competencia de DJI, logrando así, convertirse en el mayor fabricante de drones de Europa.

## Parrot ANAFI USA

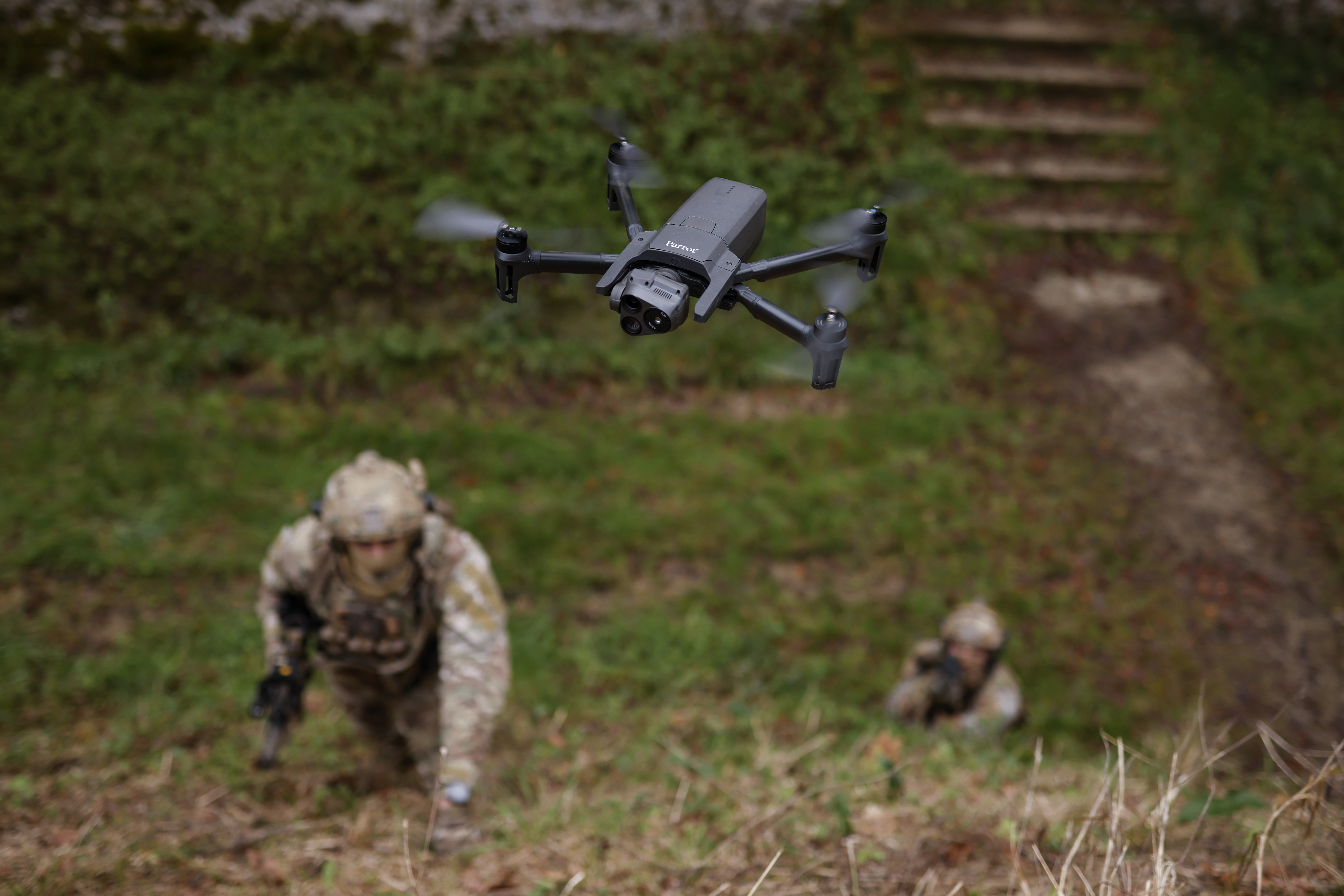
ANAFI USA

El 30 de junio de 2020, Parrot lanza el ANAFI USA, un drone diseñado para el ejército estadounidense y fabricado en Estados Unidos. El cual es capaz de transmitir video en Full HD hasta 5KM, zum digital hasta 32 aumentos, menor sonido, cámara térmica, y conexión Wi-Fi con encriptación de 512 bits.

## Parrot ANAFI AI

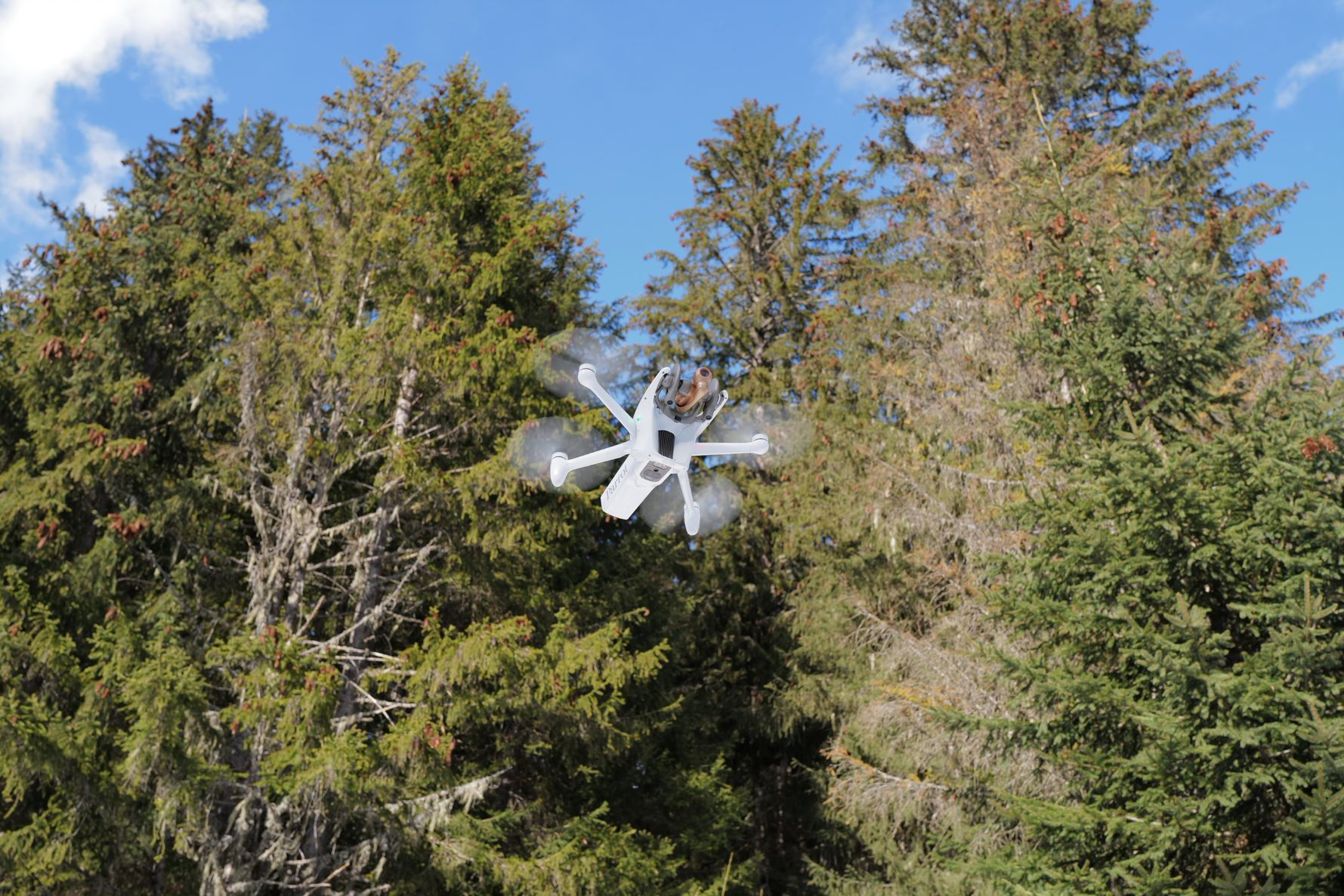
ANAFI Ai

El 30 de junio de 2021, Parrot lanza al mercado profesional el Anafi AI, el primer drone capaz de ser tripulado mediante redes móviles 4G, con el fin de tener alcance ilimitado y para poder utilizarlo en zonas donde haya altas interferencias de redes Wi-Fi, el cual también puede ser cambiado en los ajustes para volar mediante Wi-Fi.
Viene equipado con una cámara de 48 megapíxeles compatible con HDR10+, con capacidad de grabación de 4K hasta 60 fotogramas por segundo, codificación de H.265, que además puede rotar de manera horizontal, cámaras estéreo que pueden rotar en 320° para detectar objetos y poder aterrizar en objetos en movimiento o incluso en una palma de una mano y es resistente a las lluvias.
Parrot lanzó junto a este drone el Parrot Skycontroller 4, que puede enlazarse con redes móviles 4G al drone y trae devuelta la entrada HDMI para poder conectar el video del drone a una pantalla externa para poder monitorear o realizar transmisiones en vivo.